# Idiocera contracta
Idiocera contracta är en tvåvingeart som först beskrevs av Alexander 1960.  Idiocera contracta ingår i släktet Idiocera och familjen småharkrankar. Inga underarter finns listade i Catalogue of Life.